# Dicranurus monstrosus
Dicranurus monstrosus es una especie extinta de trilobites del orden Odontopleurida, del Paleozoico, concretamente del Devónico inferior. Habitaban en mares poco profundos entre los antiguos continentes Euramerica y Gondwana.

## Descripción

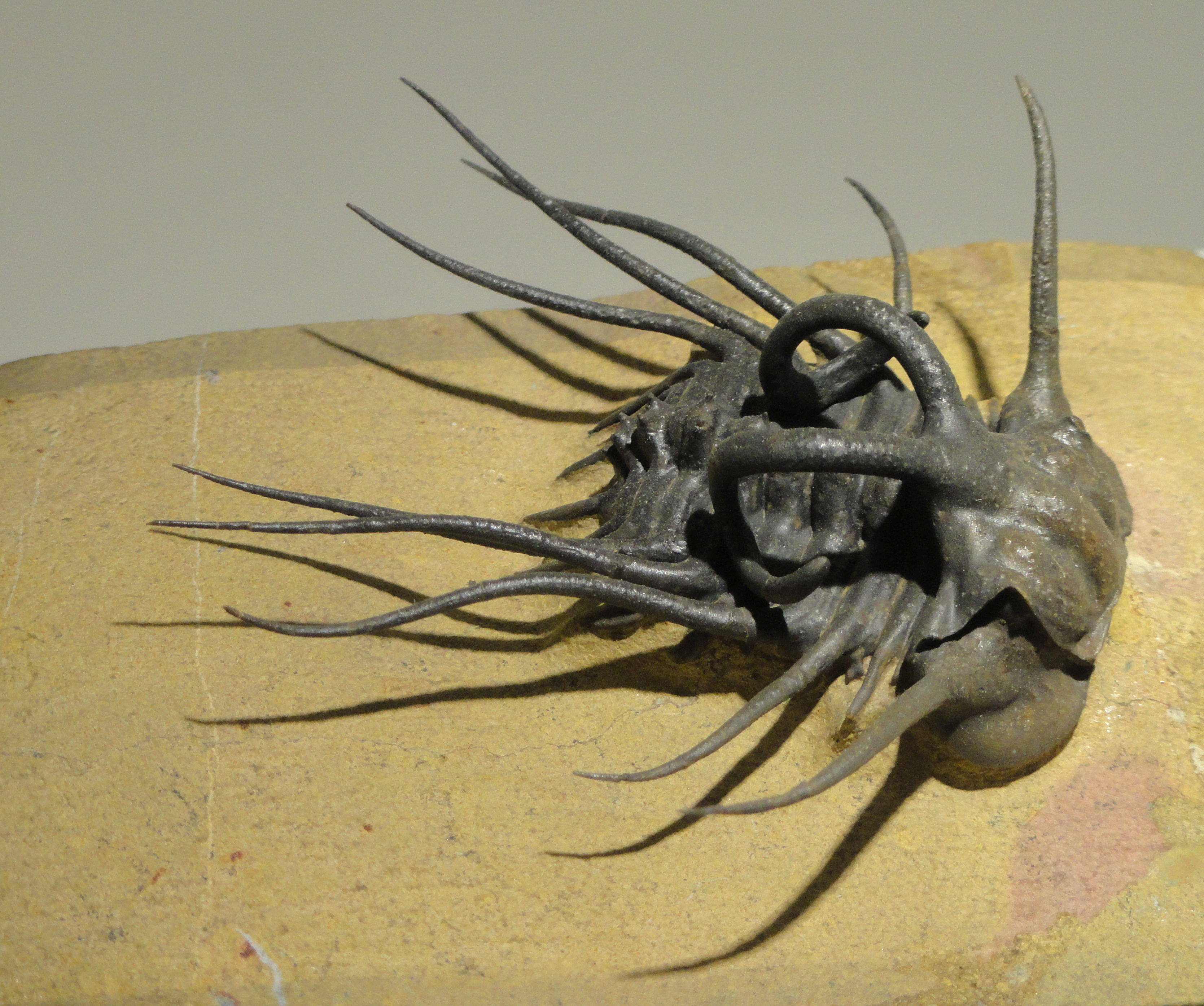
Reconstrucción de Dicranurus monstrosus en el Museo de Ciencias Naturales de Houston.

Su característica más llamativa es la presencia de apéndices y espinas semejantes a cuernos. Poseía un grueso exoesqueleto que dificultaba la capacidad de los depredadores, específicamente de los placodermos (Placodermi).